# 島の最高地点の一覧
この一覧は、島の最高地点の一覧である。最高地点が2000メートル以上の全ての島を掲載している。また、大陸塊の最高地点、および、最高地点が2000メートル未満の主要な島の最高地点もあわせて掲載している。

## 大陸塊
| 順位 | 大陸塊                 | 最高地点           | 標高                | 最高地点が所在する国・地域 |
| ---- | ---------------------- | ------------------ | ------------------- | -------------------------- |
| 1    | アフロ・ユーラシア大陸 | エベレスト         | 8,848 m (29,029 ft) | ネパール, 中国             |
| 2    | アメリカ大陸           | アコンカグア       | 6,962 m (22,841 ft) | アルゼンチン               |
| 3    | 南極大陸               | ヴィンソン・マシフ | 4,892 m (16,050 ft) | 南極（領有権凍結）         |
| 4    | オーストラリア大陸     | コジオスコ         | 2,228 m (7,310 ft)  | オーストラリア             |

## 最高地点が2000メートル以上の島
| 順位 | 島                     | 最高地点                       | 標高                | 最高地点が所在する国・地域                                                                   | 島内にある他の国・地域 |
| ---- | ---------------------- | ------------------------------ | ------------------- | -------------------------------------------------------------------------------------------- | ---------------------- |
| 1    | ニューギニア島         | プンチャック・ジャヤ           | 4,884 m (16,024 ft) | インドネシア                                                                                 | パプアニューギニア     |
| 2    | ハワイ島               | マウナ・ケア                   | 4,205 m (13,796 ft) | アメリカ合衆国                                                                               |                        |
| 3    | ボルネオ島             | キナバル山                     | 4,095 m (13,435 ft) | マレーシア                                                                                   | ブルネイ, インドネシア |
| 4    | 台湾島                 | 玉山                           | 3,952 m (12,966 ft) | 台湾                                                                                         |                        |
| 5    | スマトラ島             | クリンチ山                     | 3,805 m (12,484 ft) | インドネシア                                                                                 |                        |
| 6    | ロス島                 | エレバス山                     | 3,794 m (12,448 ft) | 南極（領有権凍結、 ニュージーランドが領有権主張）                                            |                        |
| 7    | 本州                   | 富士山                         | 3,776 m (12,388 ft) | 日本                                                                                         |                        |
| 8    | ロンボク島             | リンジャニ山                   | 3,726 m (12,224 ft) | インドネシア                                                                                 |                        |
| 9    | 南島                   | クック山                       | 3,724 m (12,218 ft) | ニュージーランド                                                                             |                        |
| 10   | テネリフェ島           | テイデ山                       | 3,718 m (12,198 ft) | スペイン                                                                                     |                        |
| 11   | グリーンランド         | ギュンビョルン山               | 3,694 m (12,119 ft) | グリーンランド                                                                               |                        |
| 12   | ジャワ島               | スメル山                       | 3,676 m (12,060 ft) | インドネシア                                                                                 |                        |
| 13   | スラウェシ島           | ラティモジョン山               | 3,478 m (11,411 ft) | インドネシア                                                                                 |                        |
| 14   | シチリア島             | エトナ火山                     | 3,326 m (10,912 ft) | イタリア                                                                                     |                        |
| 15   | サイプル島             | サイプル山                     | 3,110 m (10,203 ft) | 南極（領有権凍結）                                                                           |                        |
| 16   | イスパニョーラ島       | ピコ・ドゥアルテ               | 3,098 m (10,164 ft) | ドミニカ共和国                                                                               | ハイチ                 |
| 17   | レユニオン島           | ピトン・デ・ネージュ           | 3,070 m (10,072 ft) | レユニオン（ フランスの海外県）                                                              |                        |
| 18   | マウイ島               | ハレアカラ                     | 3,055 m (10,023 ft) | アメリカ合衆国                                                                               |                        |
| 19   | バリ島                 | アグン山                       | 3,031 m (9,944 ft)  | インドネシア                                                                                 |                        |
| 20   | セラム島               | ビナイヤ山                     | 3,027 m (9,931 ft)  | インドネシア                                                                                 |                        |
| 21   | ビオコ島               | バジーレ山                     | 3,011 m (9,879 ft)  | 赤道ギニア                                                                                   |                        |
| 22   | アレクサンダー島       | スティーブンソン山             | 2,987 m (9,800 ft)  | 南極（領有権凍結）                                                                           |                        |
| 23   | ティモール島           | タタマイラウ山                 | 2,963 m (9,721 ft)  | 東ティモール                                                                                 | インドネシア           |
| 24   | ミンダナオ島           | アポ山                         | 2,954 m (9,692 ft)  | フィリピン                                                                                   |                        |
| 25   | サウスジョージア島     | ページェット山                 | 2,934 m (9,626 ft)  | サウスジョージア・サウスサンドウィッチ諸島（ イギリスの海外領土、 アルゼンチンが領有権主張） |                        |
| 26   | ルソン島               | プログ山                       | 2,922 m (9,587 ft)  | フィリピン                                                                                   |                        |
| 27   | マダガスカル島         | マロモコトロ山                 | 2,876 m (9,436 ft)  | マダガスカル                                                                                 |                        |
| 28   | ウニマク島             | シショルディン山               | 2,869 m (9,413 ft)  | アメリカ合衆国                                                                               |                        |
| 29   | フォゴ島               | フォゴ山                       | 2,829 m (9,281 ft)  | カーボベルデ                                                                                 |                        |
| 30   | 北島                   | ルアペフ山                     | 2,797 m (9,177 ft)  | ニュージーランド                                                                             |                        |
| 31   | アンベール島           | フランセ山                     | 2,760 m (9,055 ft)  | 南極（領有権凍結）                                                                           |                        |
| 32   | ハード島               | モーソン・ピーク               | 2,745 m (9,006 ft)  | ハード島・マクドナルド諸島（ オーストラリアの領土）                                          |                        |
| 33   | スンバワ島             | タンボラ山                     | 2,722 m (8,930 ft)  | インドネシア                                                                                 |                        |
| 34   | ブーゲンビル島         | バルビ山                       | 2,715 m (8,907 ft)  | パプアニューギニア                                                                           |                        |
| 35   | コルシカ島             | チント山                       | 2,706 m (8,878 ft)  | フランス                                                                                     |                        |
| 36   | エルズミーア島         | バーボー・ピーク               | 2,616 m (8,583 ft)  | カナダ                                                                                       |                        |
| 37   | ミンドロ島             | ハルコン山                     | 2,582 m (8,471 ft)  | フィリピン                                                                                   |                        |
| 38   | フエゴ島               | シプトン山                     | 2,580 m (8,465 ft)  | チリ                                                                                         | アルゼンチン           |
| 39   | グッドイナフ島         | オイオートゥケケア山           | 2,536 m (8,320 ft)  | パプアニューギニア                                                                           |                        |
| 40   | セイロン島             | ピドゥルタラーガラ山           | 2,524 m (8,281 ft)  | スリランカ                                                                                   |                        |
| 41   | ブラバント島           | パリー山                       | 2,520 m (8,268 ft)  | 南極（領有権凍結）                                                                           |                        |
| 42   | クレタ島               | イディ山                       | 2,456 m (8,058 ft)  | ギリシャ                                                                                     |                        |
| 43   | ネグロス島             | カンラオン火山                 | 2,465 m (8,087 ft)  | フィリピン                                                                                   |                        |
| 44   | ニューブリテン島       | シネウィット山                 | 2,438 m (7,999 ft)  | パプアニューギニア                                                                           |                        |
| 45   | ブル島                 | カプラマダ山                   | 2,428 m (7,966 ft)  | インドネシア                                                                                 |                        |
| 46   | ラ・パルマ島           | ロケ・デ・ロス・ムチャーチョス | 2,423 m (7,949 ft)  | スペイン                                                                                     |                        |
| 47   | ニューアイルランド島   | タロン山                       | 2,379 m (7,805 ft)  | パプアニューギニア                                                                           |                        |
| 48   | フローレス島           | ポコ・マンダサウ山             | 2,370 m (7,776 ft)  | インドネシア                                                                                 |                        |
| 49   | グランドコモロ島       | カルタラ山                     | 2,361 m (7,746 ft)  | コモロ                                                                                       |                        |
| 50   | ピコ島                 | ピコ山                         | 2,351 m (7,713 ft)  | ポルトガル                                                                                   |                        |
| 51   | 阿頼度島               | 阿頼度山                       | 2,339 m (7,674 ft)  | 帰属未定（千島列島、 ロシアが実効支配）                                                      |                        |
| 52   | ガダルカナル島         | ポポマナセウ山                 | 2,332 m (7,651 ft)  | ソロモン諸島                                                                                 |                        |
| 53   | アデレード島           | ゴードリー山                   | 2,315 m (7,595 ft)  | 南極（領有権凍結）                                                                           |                        |
| 54   | クラレンス島           | アーヴィング山                 | 2,300 m (7,546 ft)  | 南極（領有権凍結）                                                                           |                        |
| 55   | 北海道                 | 旭岳                           | 2,290 m (7,513 ft)  | 日本                                                                                         |                        |
| 56   | ヤンマイエン島         | ベーレンベルク山               | 2,277 m (7,470 ft)  | ノルウェー                                                                                   |                        |
| 57   | ジャマイカ             | ブルー・マウンテン峰           | 2,256 m (7,402 ft)  | ジャマイカ                                                                                   |                        |
| 58   | タヒチ島               | オロヘナ山                     | 2,241 m (7,352 ft)  | フランス領ポリネシア（ フランスの海外領土）                                                  |                        |
| 59   | アクセルハイバーグ島   | アウトルック・ピーク           | 2,210 m (7,251 ft)  | カナダ                                                                                       |                        |
| 60   | ミルネ島               | St. Thomas Lund Peak           | 2,200 m (7,218 ft)  | グリーンランド                                                                               |                        |
| 61   | バンクーバー島         | ゴールデン・ハインド           | 2,195 m (7,201 ft)  | カナダ                                                                                       |                        |
| 62   | バフィン島             | オーディン山                   | 2,147 m (7,044 ft)  | カナダ                                                                                       |                        |
| 63   | パナイ島               | マジャアス山                   | 2,117 m (6,946 ft)  | フィリピン                                                                                   |                        |
| 64   | バチャン島             | シブラ山                       | 2,111 m (6,926 ft)  | インドネシア                                                                                 |                        |
| 65   | アイスランド           | クヴァンナダルスフニュークル   | 2,110 m (6,923 ft)  | アイスランド                                                                                 |                        |
| 66   | ウペルニビク島         | Palup Qaqa                     | 2,105 m (6,906 ft)  | グリーンランド                                                                               |                        |
| 67   | スミス島               | フォスター山                   | 2,105 m (6,906 ft)  | 南極（領有権凍結）                                                                           |                        |
| 68   | ウムナック島           | ブセビドフ山                   | 2,103 m (6,900 ft)  | アメリカ合衆国                                                                               |                        |
| 69   | パラワン島             | マンタリンガハン山             | 2,085 m (6,841 ft)  | フィリピン                                                                                   |                        |
| 70   | ファーガソン島         | Othona Peak                    | 2,073 m (6,801 ft)  | パプアニューギニア                                                                           |                        |
| 71   | トリスタンダクーニャ島 | クィーン・メアリー・ピーク     | 2,062 m (6,765 ft)  | セントヘレナ（ イギリスの海外領土）                                                          |                        |
| 72   | テレサ島               | バーチ山                       | 2,059 m (6,755 ft)  | カナダ（アトリン湖（標高731 m）の中の島）                                                    |                        |
| 73   | シブヤン島             | グイティン-グイティン山        | 2,057 m (6,749 ft)  | フィリピン                                                                                   |                        |
| 74   | ウナラスカ島           | マクシン火山                   | 2,036 m (6,680 ft)  | アメリカ合衆国                                                                               |                        |
| 75   | サントメ島             | サントメ山                     | 2,024 m (6,640 ft)  | サントメ・プリンシペ                                                                         |                        |

## その他の著名な島
このリストには、主として島国の本島やその国の最高地点のある島が掲げられている。このリストには、ISO 3166-1で国名コードが割り当てられている海外領土・自治領も含まれている。ほかに、個別の国名コードを持っていないが分けて掲載すべき島も掲げている。その他に、上記には当てはまらない島（その国・地域の島の最高峰を含む島など）も掲げている。
| 島                           | 最高地点                                     | 標高                | 最高地点が所在する国・地域                                                | 島内にある他の国・地域                                |
| ---------------------------- | -------------------------------------------- | ------------------- | ------------------------------------------------------------------------- | ----------------------------------------------------- |
| アマンタニ島                 | パチャママ山                                 | 4,138 m (13,576 ft) | ペルー（チチカカ湖（標高3,812 m）の中の島。湖の中の島では最も標高が高い） |                                                       |
| コールマン島                 | ホークス・ハイツ                             | 1,998 m (6,555 ft)  | 領有権凍結（南極、 ニュージーランドが領有権主張）                         |                                                       |
| 四国                         | 石鎚山                                       | 1,982 m (6,503 ft)  | 日本                                                                      |                                                       |
| サント・アンタン島           | トポ・ダ・コロア                             | 1,979 m (6,493 ft)  | カーボベルデ                                                              |                                                       |
| キューバ                     | トゥルキーノ山                               | 1,975 m (6,480 ft)  | キューバ                                                                  |                                                       |
| キプロス島                   | オリンポス山                                 | 1,952 m (6,404 ft)  | キプロス                                                                  | アクロティリおよびデケリア（ イギリスの主権基地領域） |
| 済州島                       | 漢拏山                                       | 1,950 m (6,398 ft)  | 韓国                                                                      |                                                       |
| グラン・カナリア島           | ピコ・デ・ラス・ニエベス                     | 1,949 m (6,394 ft)  | スペイン                                                                  |                                                       |
| 屋久島                       | 宮之浦岳                                     | 1,935 m (6,348 ft)  | 日本                                                                      |                                                       |
| エスピリトゥサント島         | タブウェマサナ山                             | 1,877 m (6,158 ft)  | バヌアツ                                                                  |                                                       |
| マデイラ島                   | ルイボ山                                     | 1,862 m (6,109 ft)  | マデイラ諸島（ ポルトガルの自治地域）                                     |                                                       |
| サバイイ島                   | シリシリ山                                   | 1,858 m (6,096 ft)  | サモア                                                                    |                                                       |
| ラ・グランド・テール         | ロス山                                       | 1,850 m (6,070 ft)  | フランス領南方・南極地域（ フランスの海外領土）                           |                                                       |
| 海南島                       | 五指山                                       | 1,840 m (6,037 ft)  | 中国                                                                      |                                                       |
| サルデーニャ                 | マルモラ山                                   | 1,834 m (6,017 ft)  | サルデーニャ（ イタリアの自治州）                                         |                                                       |
| 九州                         | 中岳（九重山）                               | 1,791 m (5,876 ft)  | 日本                                                                      |                                                       |
| ピョートル1世島              | ラーシュ・クリステンセン山                   | 1,755 m (5,758 ft)  | 南極（領有権凍結、 ノルウェーが領有権主張）                               |                                                       |
| エヴィア島                   | ディルフィス山                               | 1,745 m (5,725 ft)  | ギリシャ                                                                  |                                                       |
| スピッツベルゲン島           | ニュートン峰                                 | 1,713 m (5,620 ft)  | スヴァールバル諸島（ ノルウェーの属領）                                   |                                                       |
| イサベラ島                   | ウォルフ火山                                 | 1,707 m (5,600 ft)  | エクアドル（ガラパゴス諸島）                                              |                                                       |
| スタージ島（バレニー諸島）   | ブラウン・ピーク                             | 1,705 m (5,594 ft)  | 南極（領有権凍結、 ニュージーランドが領有権主張）                         |                                                       |
| アレハンドロ・セルカーク島   | Cerro de los Inocentes                       | 1,650 m (5,413 ft)  | ファン・フェルナンデス諸島（ チリの領土）                                 |                                                       |
| グランドテール島             | パニエ山                                     | 1,628 m (5,341 ft)  | ニューカレドニア（ フランスの海外領土）                                   |                                                       |
| ケファロニア島               | アイノス山                                   | 1,628 m (5,341 ft)  | ギリシャ                                                                  |                                                       |
| タスマニア島                 | オッサ山                                     | 1,617 m (5,305 ft)  | オーストラリア                                                            |                                                       |
| サモトラキ島                 | サオス山                                     | 1,611 m (5,285 ft)  | ギリシャ                                                                  |                                                       |
| オメテペ島                   | コンセプシオン山                             | 1,610 m (5,282 ft)  | ニカラグア（ニカラグア湖（標高32 m）の中の島）                            |                                                       |
| 択捉島                       | 散布山                                       | 1,587 m (5,207 ft)  | ロシアが実効支配、 日本が領有権主張                                       |                                                       |
| ソコトラ島                   | （ハギール山地の名前のない場所）             | 1,503 m (4,931 ft)  | イエメン                                                                  |                                                       |
| バス・テール島               | スフリエール山                               | 1,467 m (4,813 ft)  | グアドループ（ フランスの海外領土）                                       |                                                       |
| ドミニカ島                   | ディアブロティン山                           | 1,447 m (4,747 ft)  | ドミニカ国                                                                |                                                       |
| マヨルカ島                   | プッジ・マジョー                             | 1,445 m (4,741 ft)  | スペイン                                                                  |                                                       |
| サモス島                     | ケルケテウス山                               | 1,434 m (4,705 ft)  | ギリシャ                                                                  |                                                       |
| イリャベラ                   | Pico de São Sebastião                        | 1,378 m (4,521 ft)  | ブラジル                                                                  |                                                       |
| マルティニーク               | プレー山                                     | 1,397 m (4,583 ft)  | マルティニーク（ フランスの海外属領）                                     |                                                       |
| グレートブリテン島           | ベン・ネビス山                               | 1,345 m (4,413 ft)  | イギリス（スコットランド）                                                |                                                       |
| プエルトリコ                 | セロ・デ・プンタ                             | 1,338 m (4,390 ft)  | プエルトリコ（ アメリカ合衆国の自治的・未編入領域）                       |                                                       |
| ビティレブ島                 | トマニビ山                                   | 1,324 m (4,344 ft)  | フィジー                                                                  |                                                       |
| セントビンセント島           | スフリエール山                               | 1,324 m (4,344 ft)  | セントビンセント・グレナディーン                                          |                                                       |
| アンヘル・デ・ラ・グアルダ島 | （名前なし）                                 | 1,305 m (4,281 ft)  | メキシコ                                                                  |                                                       |
| ヒオス島                     | Mount Pelineon                               | 1,297 m (4,255 ft)  | ギリシャ                                                                  |                                                       |
| アンドリア島                 | Langlitinden                                 | 1,277 m (4,190 ft)  | ノルウェー                                                                |                                                       |
| マリオン島                   | マスカリン・ピーク                           | 1,230 m (4,035 ft)  | 南アフリカ共和国                                                          |                                                       |
| ロドス島                     | アタヴィロス山                               | 1,216 m (3,990 ft)  | ギリシャ                                                                  |                                                       |
| カルパトス島                 | ラストス山                                   | 1,215 m (3,986 ft)  | ギリシャ                                                                  |                                                       |
| タソス島                     | イプサリオ山                                 | 1,205 m (3,953 ft)  | ギリシャ                                                                  |                                                       |
| ウマナック島                 | ウマナック山                                 | 1,170 m (3,839 ft)  | グリーンランド                                                            |                                                       |
| レフカダ島                   | エラティ山                                   | 1,158 m (3,799 ft)  | ギリシャ                                                                  |                                                       |
| セントクリストファー島       | リアムイガ山                                 | 1,156 m (3,793 ft)  | セントクリストファー・ネイビス                                            |                                                       |
| イカリア島                   | アテラス山                                   | 1,041 m (3,415 ft)  | ギリシャ                                                                  |                                                       |
| アイルランド島               | キャラントゥール山                           | 1,038 m (3,406 ft)  | アイルランド                                                              | イギリス（北アイルランド）                            |
| カオ島                       | カオ山                                       | 1,033 m (3,389 ft)  | トンガ                                                                    |                                                       |
| グランデ島                   | Pico da Pedra D'Água                         | 1,031 m (3,383 ft)  | ブラジル                                                                  |                                                       |
| ナクソス島                   | ゼウス山                                     | 1,001 m (3,284 ft)  | ギリシャ                                                                  |                                                       |
| アンドロス島                 | ペタロ山                                     | 994 m (3,261 ft)    | ギリシャ                                                                  |                                                       |
| スカイ島                     | スガー・アラズデア                           | 992 m (3,255 ft)    | イギリス（スコットランド）                                                |                                                       |
| スチュアート島               | アングレム山                                 | 979 m (3,212 ft)    | ニュージーランド                                                          |                                                       |
| ネイビス島                   | ネイビス山                                   | 985 m (3,232 ft)    | ネイビス島（ セントクリストファー・ネイビスの自治島）                     |                                                       |
| マル島                       | ベン・モア                                   | 966 m (3,169 ft)    | イギリス（スコットランド）                                                |                                                       |
| アグリハン島                 | （名前なし）                                 | 965 m (3,166 ft)    | 北マリアナ諸島（ アメリカ合衆国の自治連邦区）                             |                                                       |
| タウ島                       | ラタ山                                       | 964 m (3,163 ft)    | アメリカ領サモア（ アメリカ合衆国の非自治的領域）                         |                                                       |
| マルガリータ島               | コペイ山                                     | 957 m (3,140 ft)    | ベネズエラ                                                                |                                                       |
| セントルシア                 | ジミー山                                     | 950 m (3,117 ft)    | セントルシア                                                              |                                                       |
| トリニダード島               | アリポ山                                     | 940 m (3,084 ft)    | トリニダード・トバゴ                                                      |                                                       |
| ランタオ島                   | 大嶼山                                       | 934 m (3,064 ft)    | 香港（ 中国の特別行政区）                                                 |                                                       |
| モントセラト                 | スーフリエール・ヒルズ（チャンセス・ピーク） | 914 m (2,999 ft)    | モントセラト（ イギリスの海外領土）                                       |                                                       |
| マヘ島                       | モルヌ・セシェロワ                           | 905 m (2,969 ft)    | セーシェル                                                                |                                                       |
| サバ島                       | シーナリー山                                 | 887 m (2,910 ft)    | サバ島（ オランダの島）                                                   |                                                       |
| エストゥロイ島               | スラッタラティンドル山                       | 882 m (2,894 ft)    | フェロー諸島（ デンマークの自治領）                                       |                                                       |
| ロード・ハウ島               | ガウアー山                                   | 875 m (2,871 ft)    | オーストラリア                                                            |                                                       |
| アラン島                     | ゴート・フェル山                             | 874 m (2,867 ft)    | イギリス（スコットランド）                                                |                                                       |
| アセンション島               | グリーン山                                   | 859 m (2,818 ft)    | セントヘレナ（ イギリスの海外領土）                                       |                                                       |
| ザデトチ島                   | （名前なし）                                 | 852 m (2,795 ft)    | ミャンマー                                                                |                                                       |
| グレナダ                     | セント・キャサリン山                         | 840 m (2,756 ft)    | グレナダ                                                                  |                                                       |
| ペナン島                     | ペナン・ヒル                                 | 833 m (2,733 ft)    | マレーシア                                                                |                                                       |
| モーリシャス島               | ラ・プティ・リヴィエール・ノワール山         | 828 m (2,717 ft)    | モーリシャス                                                              |                                                       |
| セントヘレナ                 | ダイアナ山                                   | 818 m (2,684 ft)    | セントヘレナ（ イギリスの海外領土）                                       |                                                       |
| ニューファンドランド島       | カボックス（ルイス丘陵）                     | 814 m (2,671 ft)    | カナダ                                                                    |                                                       |
| ラム島                       | アスキバル山                                 | 812 m (2,664 ft)    | イギリス（スコットランド）                                                |                                                       |
| ルイス・アンド・ハリス島     | クリシャム山                                 | 799 m (2,621 ft)    | イギリス（スコットランド）                                                |                                                       |
| ジュラ島                     | ベイン・アン・オール                         | 785 m (2,575 ft)    | イギリス（スコットランド）                                                |                                                       |
| ポンペイ島                   | ナーナラウト山                               | 782 m (2,566 ft)    | ミクロネシア連邦                                                          |                                                       |
| ブーベ島                     | オラフ峰                                     | 780 m (2,559 ft)    | ノルウェー                                                                |                                                       |
| ブラチ島                     | ヴィドヴァ・ゴラ                             | 778 m (2,552 ft)    | クロアチア                                                                |                                                       |
| チャーン島                   | サラクペット山                               | 743 m (2,438 ft)    | タイ                                                                      |                                                       |
| 北アンダマン島               | サドル・ピーク                               | 738 m (2,421 ft)    | インド                                                                    |                                                       |
| ロス・エスタードス島         | ボベ山                                       | 823 m (2,700 ft)    | アルゼンチン                                                              |                                                       |
| ダービル島                   | アテンプト・ヒル                             | 726 m (2,382 ft)    | ニュージーランド                                                          |                                                       |
| 東フォークランド島           | アスボーン山                                 | 705 m (2,313 ft)    | フォークランド諸島（ イギリスの海外領土、 アルゼンチンが領有権主張）      |                                                       |
| 西フォークランド島           | アダム山                                     | 700 m (2,297 ft)    | フォークランド諸島（ イギリスの海外領土、 アルゼンチンが領有権主張）      |                                                       |
| マルマラ島                   | İlyas Tepe (Radar Tepe)                      | 699 m (2,293 ft)    | トルコ                                                                    |                                                       |
| ココ島                       | イグレシアス山                               | 671 m (2,201 ft)    | コスタリカ                                                                |                                                       |
| マヨット                     | ベナラ山                                     | 660 m (2,165 ft)    | マヨット（ フランスの海外県）                                             |                                                       |
| ラロトンガ島                 | テ・マンガ山                                 | 652 m (2,139 ft)    | クック諸島（ ニュージーランドとの自由連合国）                             |                                                       |
| トリンダデ島                 | Pico Desejado                                | 640 m (2,100 ft)    | ブラジル                                                                  |                                                       |
| サムイ島                     | ポム山                                       | 635 m (2,083 ft)    | タイ                                                                      |                                                       |
| マン島                       | スネーフェル山                               | 621 m (2,037 ft)    | マン島（イギリスの王室属領）                                              |                                                       |
| グレート・バリア島           | ホブソン山                                   | 621 m (2,037 ft)    | ニュージーランド                                                          |                                                       |
| シント・ユースタティウス島   | クイール山                                   | 602 m (1,975 ft)    | シント・ユースタティウス島（ オランダの島）                               |                                                       |
| 香港島                       | ヴィクトリア・ピーク                         | 552 m (1,811 ft)    | 香港（ 中国の特別行政区）                                                 |                                                       |
| 身彌島                       | 雲従山                                       | 532 m (1,745 ft)    | 北朝鮮                                                                    |                                                       |
| プーケット島                 | マイターシップソン山                         | 529 m (1,736 ft)    | タイ                                                                      |                                                       |
| チラン島                     | （名前なし）                                 | 525 m (1,722 ft)    | サウジアラビア                                                            |                                                       |
| フツナ島                     | プケ山                                       | 524 m (1,719 ft)    | ウォリス・フツナ（ フランスの海外領土）                                   |                                                       |
| トルトラ島                   | セージ山                                     | 521 m (1,709 ft)    | イギリス領ヴァージン諸島（ イギリスの海外領土）                           |                                                       |
| ムリェト島                   | Veliki Grad                                  | 514 m (1,686 ft)    | クロアチア                                                                |                                                       |
| イースター島                 | テレバカ山                                   | 507 m (1,663 ft)    | チリ                                                                      |                                                       |
| コンチャギータ島             | コンチャギータ火山                           | 505 m (1,657 ft)    | エルサルバドル                                                            |                                                       |
| アイラ島                     | ベイン・バイギア                             | 491 m (1,611 ft)    | イギリス（スコットランド）                                                |                                                       |
| セント・トーマス島           | クラウン山                                   | 474 m (1,555 ft)    | アメリカ領ヴァージン諸島（ アメリカ合衆国の自治的・未編入領域）           |                                                       |
| ヒルタ島（セント・キルダ）   | コナチェア山                                 | 430 m (1,411 ft)    | イギリス（スコットランド）                                                |                                                       |
| サン・マルタン島             | ピク・パラディ                               | 424 m (1,391 ft)    | サン・マルタン（ フランスの海外準県）                                     | シント・マールテン（ オランダ王国の構成国）           |
| コイバ島                     | トーレ山                                     | 416 m (1,365 ft)    | パナマ                                                                    |                                                       |
| グアム島                     | ラムラム山                                   | 406 m (1,332 ft)    | グアム（ アメリカ合衆国の自治的・未編入領域）                             |                                                       |
| アンティグア島               | オバマ山                                     | 402 m (1,319 ft)    | アンティグア・バーブーダ                                                  |                                                       |
| ゲシュム島                   | （名前なし）                                 | 397 m (1,302 ft)    | イラン                                                                    |                                                       |
| エッグ島                     | アン・スガー                                 | 393 m (1,289 ft)    | イギリス（スコットランド）                                                |                                                       |
| キュラソー島                 | クリストフィールバーグ山                     | 372 m (1,220 ft)    | キュラソー（ オランダ王国の構成国）                                       |                                                       |
| グアナハ島                   | （名前なし）                                 | 365 m (1,198 ft)    | ホンジュラス                                                              |                                                       |
| クリスマス島                 | マーレー・ヒル                               | 361 m (1,184 ft)    | クリスマス島（ オーストラリアの領土）                                     |                                                       |
| マルペロ島                   | モナ山                                       | 360 m (1,181 ft)    | コロンビア                                                                |                                                       |
| プロビデンシア島             | El Pico                                      | 360 m (1,181 ft)    | コロンビア                                                                |                                                       |
| フーコック島                 | （名前なし）                                 | 360 m (1,181 ft)    | ベトナム                                                                  |                                                       |
| ピトケアン島                 | パワラ・バレー・リッジ                       | 347 m (1,138 ft)    | ピトケアン諸島（ イギリスの海外領土）                                     |                                                       |
| サザン島                     | （名前なし）                                 | 342 m (1,122 ft)    | アルバニア                                                                |                                                       |
| ゴルゴナ島                   | トリニダード山                               | 338 m (1,109 ft)    | コロンビア                                                                |                                                       |
| アルサクレイグ島             | Island Summit                                | 338 m (1,109 ft)    | イギリス（スコットランド）                                                |                                                       |
| バルバドス                   | ヒラビー山                                   | 336 m (1,102 ft)    | バルバドス                                                                |                                                       |
| ノーフォーク島               | ベイツ山                                     | 319 m (1,047 ft)    | ノーフォーク島（ オーストラリアの領土）                                   |                                                       |
| テール・ド・オー島           | シャモー山                                   | 306 m (1,004 ft)    | グアドループ（ フランスの海外属領）                                       |                                                       |
| シャドワン島                 | （名前なし）                                 | 301 m (988 ft)      | エジプト                                                                  |                                                       |
| テール・ド・バ島             | アビーム山                                   | 293 m (961 ft)      | グアドループ（ フランスの海外属領）                                       |                                                       |
| サン・バルテルミー島         | モメ・ドゥ・ヴィティト山                     | 286 m (938 ft)      | サン・バルテルミー（ フランスの海外準県）                                 |                                                       |
| ラ・デジラード島             | グラン・モンターニュ                         | 276 m (906 ft)      | グアドループ（ フランスの海外属領）                                       |                                                       |
| マシーラ島                   | マドルブ山                                   | 275 m (902 ft)      | オマーン                                                                  |                                                       |
| ランギトト島                 | ランギトト山                                 | 260 m (853 ft)      | ニュージーランド                                                          |                                                       |
| マルタ島                     | Ta' Dmejrek                                  | 253 m (830 ft)      | マルタ                                                                    |                                                       |
| バベルダオブ島               | ゲルチェレチュース山                         | 242 m (794 ft)      | パラオ                                                                    |                                                       |
| ワイト島                     | セントボニフェースダウン                     | 241 m (791 ft)      | イギリス                                                                  |                                                       |
| ミクロン島                   | モルヌ・デ・ラ・グランデ・モンターニュ       | 240 m (787 ft)      | サンピエール島・ミクロン島（ フランスの海外準県）                         |                                                       |
| ボネール島                   | ブランダ山                                   | 239 m (784 ft)      | ボネール島（ オランダの島）                                               |                                                       |
| Mjältön                      | Mjältötoppen                                 | 236 m (774 ft)      | スウェーデン                                                              |                                                       |
| モントリオール島             | ロイヤル山                                   | 233 m (764 ft)      | カナダ                                                                    |                                                       |
| マリー・ガラント島           | コンスタン山                                 | 204 m (669 ft)      | グアドループ（ フランスの海外属領）                                       |                                                       |
| スタック・アン・アーミン     | （名前なし）                                 | 196 m (643 ft)      | イギリス（スコットランド）                                                |                                                       |
| ウングジャ島（ザンジバル島） | （名前なし）                                 | 195 m (640 ft)      | タンザニア                                                                |                                                       |
| アルバ                       | ジャマノタ山                                 | 188 m (617 ft)      | アルバ（ オランダ王国の構成国）                                           |                                                       |
| コロアネ島                   | 畳石塘山                                     | 172 m (564 ft)      | マカオ（ 中国の特別行政区）                                               |                                                       |
| シンガポール島               | ブキッ・ティマ                               | 166 m (545 ft)      | シンガポール                                                              |                                                       |
| ボーンホルム島               | リュダクネクデン                             | 162 m (531 ft)      | デンマーク                                                                |                                                       |
| リューゲン島                 | ピークベルク                                 | 161 m (528 ft)      | ドイツ                                                                    |                                                       |
| ジャージー                   | Les Platons                                  | 143 m (469 ft)      | ジャージー（イギリスの王室属領）                                          |                                                       |
| グランド・テール島           | レスカール山                                 | 136 m (446 ft)      | グアドループ（ フランスの海外属領）                                       |                                                       |
| サンタ・カタリーナ島         | （名前なし）                                 | 133 m (436 ft)      | コロンビア                                                                |                                                       |
| オーランド本島               | Orrdalsklint                                 | 129 m (423 ft)      | オーランド諸島（ フィンランドの自治領）                                   |                                                       |
| バーレーン島                 | ジャバル・アド・ドゥハーン                   | 122 m (400 ft)      | バーレーン                                                                |                                                       |
| スヴェティ・ニコラ島         | （名前なし）                                 | 121 m (397 ft)      | モンテネグロ                                                              |                                                       |
| シェルブロ島                 | （名前なし）                                 | 120 m (394 ft)      | シエラレオネ                                                              |                                                       |
| ホールセイ島                 | Ward of Clett                                | 119 m (390 ft)      | イギリス（スコットランド）                                                |                                                       |
| ヴォリン島                   | グジィヴァチュ山                             | 115 m (377 ft)      | ポーランド                                                                |                                                       |
| サーク島                     | ル・ムーラン                                 | 114 m (374 ft)      | ガーンジー（イギリスの王室属領）                                          |                                                       |
| ガーンジー島                 | Hautnez                                      | 110 m (361 ft)      | ガーンジー（イギリスの王室属領）                                          |                                                       |
| ハーム島                     | （名前なし）                                 | 106 m (348 ft)      | ガーンジー（イギリスの王室属領）                                          |                                                       |
| オルダニー島                 | Le Rond But                                  | 93 m (305 ft)       | ガーンジー（イギリスの王室属領）                                          |                                                       |
| バナバ島                     | （名前なし）                                 | 81 m (266 ft)       | キリバス                                                                  |                                                       |
| バミューダ島                 | タウン・ヒル                                 | 79 m (259 ft)       | バミューダ（ イギリスの海外領土）                                         |                                                       |
| ナウル                       | コマンド・リッジ                             | 71 m (233 ft)       | ナウル                                                                    |                                                       |
| ニウエ                       | （名前なし）                                 | 68 m (223 ft)       | ニウエ（ ニュージーランドとの自由連合国）                                 |                                                       |
| ヒーウマー島                 | Tornimägi                                    | 68 m (223 ft)       | エストニア                                                                |                                                       |
| ロワイヤル島                 | （名前なし）                                 | 66 m (217 ft)       | フランス領ギアナ（ フランスの海外属領）                                   |                                                       |
| アンギラ島                   | クロッカス・ヒル                             | 65 m (213 ft)       | アンギラ（ イギリスの海外領土）                                           |                                                       |
| キャット島                   | アルバーニア山                               | 63 m (207 ft)       | バハマ                                                                    |                                                       |
| アストーラ島                 | （名前なし）                                 | 60 m (197 ft)       | パキスタン                                                                |                                                       |
| Haloul                       | （名前なし）                                 | 57 m (187 ft)       | カタール                                                                  |                                                       |
| ジェルバ島                   | ゲララ                                       | 52 m (171 ft)       | チュニジア                                                                |                                                       |
| グランドターク島             | ブルーボトル                                 | 49 m (161 ft)       | タークス・カイコス諸島（ イギリスの海外領土）                             |                                                       |
| ケイマンブラック島           | ザ・ブラフ                                   | 43 m (141 ft)       | ケイマン諸島（ イギリスの海外領土）                                       |                                                       |
| ズミイヌイ島                 | （名前なし）                                 | 41 m (135 ft)       | ウクライナ                                                                |                                                       |
| フリーラント島               | Vuurboetsduin                                | 36 m (118 ft)       | オランダ                                                                  |                                                       |
| テルスヘリング島             | Kaapsduin                                    | 31 m (102 ft)       | オランダ                                                                  |                                                       |
| テセル島                     | Loodsmanduin                                 | 26 m (85 ft)        | オランダ                                                                  |                                                       |
| アーメラント島               | Oerdblinkerd                                 | 24 m (79 ft)        | オランダ                                                                  |                                                       |
| スヒールモニコーフ島         | Wassermann-bunker                            | 20 m (66 ft)        | オランダ                                                                  |                                                       |
| ディエゴガルシア島           | （名前なし）                                 | 15 m (49 ft)        | イギリス領インド洋地域（ イギリスの海外領土）                             |                                                       |
| ティドラ島                   | （名前なし）                                 | 15 m (49 ft)        | モーリタニア                                                              |                                                       |
| アルワード島                 | （名前なし）                                 | 14 m (46 ft)        | シリア                                                                    |                                                       |
| アブ・アル・アビヤド         | （名前なし）                                 | 12 m (39 ft)        | アラブ首長国連邦                                                          |                                                       |
| リキエップ環礁               | （名前なし）                                 | 10 m (33 ft)        | マーシャル諸島                                                            |                                                       |
| ムカワー島                   | （名前なし）                                 | 10 m (33 ft)        | スーダン                                                                  |                                                       |
| Dzharylhach                  | （名前なし）                                 | 6 m (20 ft)         | ウクライナ                                                                |                                                       |
| パルミエ島                   | （名前なし）                                 | 6 m (20 ft)         | レバノン                                                                  |                                                       |
| ダラク・ケビ島               | （名前なし）                                 | 5 m (16 ft)         | エリトリア                                                                |                                                       |
| ウェスト島                   | （名前なし）                                 | 5 m (16 ft)         | ココス諸島（ オーストラリアの領土）                                       |                                                       |
| フナフティ島                 | （名前なし）                                 | 5 m (16 ft)         | ツバル                                                                    |                                                       |
| ヌクノノ島                   | （名前なし）                                 | 5 m (16 ft)         | トケラウ（ ニュージーランドの領土）                                       |                                                       |
| アンバーグリス・キー         | Robles Point                                 | 4 m (13 ft)         | ベリーズ                                                                  |                                                       |
| ヴィリンギリ島               | Squid Point Peak                             | 2.3 m (8 ft)        | モルディブ                                                                |                                                       |